# Алтайская улица (Орск)
Алта́йская у́лица — улица в Ленинском районе города Орска Оренбургской области. Расположена на Втором участке. Названа именем Алтайского края.
Улица начала застраиваться в начале 1940-х годов. В настоящее время на улице расположено 16 одноэтажных домов из кирпича, шлакоблоков и дерева.